# Пам'ятки культурної спадщини Монастириської громади
У статті наведений перелік об'єктів культурної спадщини Монастириської громади Чортківського району Тернопільської области України.

## Пам'ятки археології
| №   | Назва                                     | Дата | Адреса | Охоронний номер | Документ про взяття на облік |
| --- | ----------------------------------------- | --- | --- | --------------- | --- |
| 1   | Стоянка та поселення Бобрівники І         | пізній палеоліт (40—10 тис. років тому); трипільська культура (IV-кінець ІІІ тис. до н.е.) | с. Бобрівники, південно-східні околиці села, лівий берег р. Золота Липа | 2594            | Наказ управління культури обласної державної адміністрації від 18.10.2005 № 112                                                                                           |
| 2   | Стоянка та поселення Велеснів І           | пізній палеоліт (40-10 тис. років тому); трипільська культура (IV-кінець ІІІ тис. до н.е.) | с. Велеснів, урочище Нагорянка, на високому мисі утвореному вигином р. Коропець (лівий берег) в північно-східній частині села                                                       | 2598            | Рішення виконкому Тернопільської обласної ради від 14.07.1989 № 162 |
| 3   | Стоянка та поселення Велеснів ІІ          | пізній палеоліт (40-10 тис. років тому); трипільська культура (IV-кінець ІІІ тис. до н.е.) | с. Велеснів, урочище Левада, на лівому березі р. Коропець, в східній частині села                                                                                                   | 2600            | Рішення виконкому Тернопільської обласної ради від 14.07.1989 № 162 |
| 4   | Поселення Велеснів ІІІ                    | трипільська культура (IV-кінець ІІІ тис. до н.е.) | с. Велеснів, урочище “Яценкове”, правий берег р. Коропець | 2601            | Наказ управління культури обласної державної адміністрації від 18.10.2005 № 112                                                                                           |
| 5   | Поселення Велеснів IV                     | трипільська культура (IV-кінець ІІІ тис. до н.е.) | с. Велеснів, урочище “Майдан”, лівий берег р. Коропець | 2599            | Наказ управління культури обласної державної адміністрації від 18.10.2005 № 112                                                                                           |
| 6   | Стоянка та курганний могильник Велеснів V | пізній палеоліт (40-10 тис. років тому); підкарпатська культура шнурової кераміки (ХІХ – XVI ст. до. н. е.)                                                                                       | с. Велеснів, урочище “За левадами”, правий берег р. Коропець | 2595            | Наказ управління культури обласної державної адміністрації від 18.10.2005 № 112                                                                                           |
| 7   | Поселення Велеснів VI                     | трипільська культура (IV-кінець ІІІ тис. до н.е.) | с. Велеснів, урочище “Поліна”, правий берег р. Коропець | 2596            | Наказ управління культури обласної державної адміністрації від 18.10.2005 № 112                                                                                           |
| 8   | Стоянка та поселення Велеснів VII         | пізній палеоліт (40-10 тис. років тому); трипільська культура (IV-кінець ІІІ тис. до н.е.) | с. Велеснів, урочище “Ганчуки”, лівий берег р. Коропець | 2597            | Наказ управління культури обласної державної адміністрації від 18.10.2005 № 112                                                                                           |
| 9   | Поселення Гончарівка І                    | епоха бронзи – ранньозалізний вік (ІІ-І тис. до н.е.) | с. Гончарівка, північні околиці села, 100 м на північ від крайніх будинків. На південному схилі мису утвореного двома заболоченими балками                                          | 4562-Тр         | Наказ департаменту культури, релігій та національностей обласної державної адміністрації від 15.05.2014 № 76-од, Наказ Міністерства культури України від 18.04.2017 № 323 |
| 10  | Курган Гончарівка ІІ                      | епоха бронзи – ранньозалізний вік (ІІ-І тис. до н.е.) | с. Гончарівка, північно-західні околиці села, 1 км на південь від старого польського кладовища. З південної сторони невідомої могили.                                               | 4563-Тр         | Наказ департаменту культури, релігій та національностей обласної державної адміністрації від 15.05.2014 № 76-од, Наказ Міністерства культури України від 18.04.2017 № 323 |
| 11  | Курганна група (2 кургани) Гончарівка ІІІ | епоха бронзи – ранньозалізний вік (ІІ-І тис. до н.е.) | с. Гончарівка, із східної сторони села, приблизно 1 км на північний-схід від крайніх будинків. На вододільній частині пагорба. Кургани знаходяться на відстані 30 м один від одного | 4564-Тр         | Наказ департаменту культури, релігій та національностей обласної державної адміністрації від 15.05.2014 № 76-од, Наказ Міністерства культури України від 18.04.2017 № 323 |
| 12  | Поселення Горішня Слобідка І              | трипільська культура (IV-кінець ІІІ тис. до н.е.) | с. Горішня Слобідка, північно-західні околиці села, правий берег р. Коропець | 2603            | Наказ управління культури обласної державної адміністрації від 18.10.2005 № 112                                                                                           |
| 13  | Стоянка та поселення Горішня Слобідка ІІ  | пізній палеоліт (40-10 тис. років тому); трипільська культура (IV-кінець ІІІ тис. до н.е.) | с. Горішня Слобідка, південно-західні околиці села, правий берег р. Коропець | 2604            | Наказ управління культури обласної державної адміністрації від 18.10.2005 № 112                                                                                           |
| 14  | Стоянка Горішня Слобідка ІІІ              | пізній палеоліт (40-10 тис. років тому); | с. Горішня Слобідка, південно-східні околиці села, лівий берег р. Коропець | 2605            | Наказ управління культури обласної державної адміністрації від 18.10.2005 № 112                                                                                           |
| 15  | Стоянка Горішня Слобідка IV               | пізній палеоліт (40-10 тис. років тому); | с. Горішня Слобідка, 2 км на південь від села, лівий берег р. Коропець, вододільна частина мису                                                                                     | 1511            | Наказ управління культури обласної державної адміністрації від 27.01.2010 № 16                                                                                            |
| 16  | Стоянка Гранітне І                        | пізній палеоліт (40-10 тис. років тому); | с. Гранітне, урочище “Гора”, правий берег р. Золота Липа | 2607            | Наказ управління культури обласної державної адміністрації від 18.10.2005 № 112                                                                                           |
| 17  | Поселення Гранітне ІІ                     | трипільська культура (IV-кінець ІІІ тис. до н.е.) | с. Гранітне, урочище “За липа”, лівий берег р. Золота Липа | 2609            | Наказ управління культури обласної державної адміністрації від 18.10.2005 № 112                                                                                           |
| 18  | Поселення Гранітне ІІІ                    | трипільська культура (IV-кінець ІІІ тис. до н.е.) | с. Гранітне, урочище “Рудка”, правий берег р. Золота Липа | 2610            | Наказ управління культури обласної державної адміністрації від 18.10.2005 № 112                                                                                           |
| 19  | Поселення Гранітне IV                     | трипільська культура (IV-кінець ІІІ тис. до н.е.) кінець ІІІ тис. до н. е.); голіградська культура (ХІ-VII ст. до н. е.); черняхівська культура (кін. ІІ- поч. V ст. н. е.)                       | с. Гранітне, урочище “Під Кривулі”, правий берег р. Золота Липа | 2608            | Наказ управління культури обласної державної адміністрації від 18.10.2005 № 112                                                                                           |
| 20  | Стоянка та поселення Гранітне V           | пізній палеоліт (40-10 тис. років тому); голіградська культура (ХІ-VII ст. до н. е.); черняхівська культура (ІІІ- IV ст. н. е.)                                                                   | с. Гранітне, урочище “Сіножаті”, правий берег р. Золота Липа | 2606            | Наказ управління культури обласної державної адміністрації від 18.10.2005 № 112                                                                                           |
| 21  | Поселення Григорів І                      | черняхівська культура (ІІІ- IV ст. н. е.) | с. Григорів, на схід від села | 2611            | Наказ управління культури обласної державної адміністрації від 18.10.2005 № 112                                                                                           |
| 22  | Поселення Доброводи І                     | черняхівська культура (ІІІ- IV ст. н. е.) | с. Доброводи, урочище “Між рудками”, на північний схід від села | 2614            | Наказ управління культури обласної державної адміністрації від 18.10.2005 № 112                                                                                           |
| 23  | Стоянка та поселення Доброводи ІІ         | пізній палеоліт (40-10 тис. років тому); райковецька культура (кінець VII – ІХ ст.); давньоруський час (Х-ХІІІ ст.)                                                                               | с. Доброводи, урочище “Задвір”, правий берег р. Добровідка | 2616            | Наказ управління культури обласної державної адміністрації від 18.10.2005 № 112                                                                                           |
| 24  | Могильник курганний Доброводи ІІІ         | недатовано | с. Доброводи, урочище “Лісок”, на захід від села | 2617            | Наказ управління культури обласної державної адміністрації від 18.10.2005 № 112                                                                                           |
| 25  | Могильник підплитовий Доброводи IV        | давньоруський час (Х-ХІІІ ст.) | с. Доброводи, урочище “Кульбаки”, на північний схід від села | 2615            | Наказ управління культури обласної державної адміністрації від 18.10.2005 № 112                                                                                           |
| 26  | Могильник курганний Доброводи V           | недатовано | с. Доброводи, урочище “Над лісом”, на схід від села | 2612            | Наказ управління культури обласної державної адміністрації від 18.10.2005 № 112                                                                                           |
| 27  | Поселення Доброводи VI                    | ранній залізний вік (І тис. до н. е.); райковецька культура (кінець VII – ІХ ст.); давньоруський часХ-ХІІІ ст.                                                                                    | с. Доброводи, північні околиці села, правий берег р. Добровідки | 2613            | Наказ управління культури обласної державної адміністрації від 18.10.2005 № 112                                                                                           |
| 28  | Стоянка Дубенка І                         | пізній палеоліт (40-10 тис. років тому); | с. Дубенка, урочище “Цвинтар”, правий берег р. Коропець | 2618            | Наказ управління культури обласної державної адміністрації від 18.10.2005 № 112                                                                                           |
| 29  | Стоянка та поселення Дубенка ІІ           | пізній палеоліт (40-10 тис. років тому); трипільська культура (IV-кінець ІІІ тис. до н.е.) | с. Дубенка, на північ від села, правий берег р. Коропець | 2619            | Наказ управління культури обласної державної адміністрації від 18.10.2005 № 112                                                                                           |
| 30  | Поселення Дубенка ІІІ                     | голіградська культура (ХІ-VII ст. до н. е.); черняхівська культура (ІІІ- IV ст. н. е.); райковецька культура (кінець VII – ІХ ст.)                                                                | с. Дубенка, 2,5 км на захід від північно-західних околиць села, південно-західний схил пагорба                                                                                      | 1510            | Наказ управління культури обласної державної адміністрації від 27.01.2010 № 16                                                                                            |
| 31  | Поселення Завадівка І                     | трипільська культура (IV-кінець ІІІ тис. до н.) | с. Завадівка, урочище “Кар’єр”, правий берег р. Золота Липа | 2620            | Наказ управління культури обласної державної адміністрації від 18.10.2005 № 112                                                                                           |
| 32  | Стоянка Завадівка ІІ                      | пізній палеоліт (40-10 тис. років тому); | с. Завадівка, урочище “Бабинець”, правий берег р. Золота Липа | 2621            | Наказ управління культури обласної державної адміністрації від 18.10.2005 № 112                                                                                           |
| 33  | Стоянка Завадівка ІІІ                     | пізній палеоліт (40-10 тис. років тому); | с. Завадівка, урочище “Бучина”, лівий берег р. Золота Липа | 2622            | Наказ управління культури обласної державної адміністрації від 18.10.2005 № 112                                                                                           |
| 34  | Поселення Завадівка IV                    | трипільська культура (IV-кінець ІІІ тис. до н.е.), голіградська культура (ХІ-VII ст. до н. е.) | с. Завадівка, центр села, правий берег р. Золота Липа | 1588            | Наказ управління культури обласної державної адміністрації від 27.01.2010 № 16                                                                                            |
| 35  | Стоянка Задарів І                         | пізній палеоліт (40-10 тис. років тому); | с. Задарів, урочище “Кремениця або Шлапаків яр”, лівий берег р. Золота Липа | 2626            | Наказ управління культури обласної державної адміністрації від 18.10.2005 № 112                                                                                           |
| 36  | Стоянка Задарів ІІ                        | пізній палеоліт (40-10 тис. років тому); | с. Задарів, урочище “Лупак”, лівий берег р. Золота Липа | 2628            | Наказ управління культури обласної державної адміністрації від 18.10.2005 № 112                                                                                           |
| 37  | Поселення Задарів ІІІ                     | комарівсько-тшинецька культура (XV – ХІІ ст. до н. е.); черняхівська культура (ІІІ- IV ст. н. е.)                                                                                                 | с. Задарів, урочище “Горбок”, правий берег р. Золота Липа | 2629            | Наказ управління культури обласної державної адміністрації від 18.10.2005 № 112                                                                                           |
| 38  | Поселення Задарів IV                      | трипільська культура (IV-кінець ІІІ тис. до н.е.), комарівсько-тшинецька культура (XV – ХІІ ст. до н. е.); голіградська культура (ХІ-VII ст. до н. е.); черняхівська культура (ІІІ- IV ст. н. е.) | с. Задарів, урочище “Підмонастир”, правий берег р. Золота Липа | 2627            | Наказ управління культури обласної державної адміністрації від 18.10.2005 № 112                                                                                           |
| 39  | Поселення Задарів V                       | трипільська культура (IV-кінець ІІІ тис. до н е.), голіградська культура (ХІ-VII ст. до н. е.); черняхівська культура (ІІІ- IV ст. н. е.)                                                         | с. Задарів, урочище “Коноплище”, правий берег р. Золота Липа | 2624            | Наказ управління культури обласної державної адміністрації від 18.10.2005 № 112                                                                                           |
| 40  | Поселення Задарів VI                      | трипільська культура (IV-кінець ІІІ тис. до н.е.) | с. Задарів, урочище “Відники”, правий берег р. Золота Липа | 2625            | Наказ управління культури обласної державної адміністрації від 18.10.2005 № 112                                                                                           |
| 41  | Стоянка Задарів VII                       | пізній палеоліт (40-10 тис. років тому); | с. Задарів, на околиці села, лівий берег р. Золота Липа | 2623            | Наказ управління культури обласної державної адміністрації від 18.10.2005 № 112                                                                                           |
| 42  | Поселення Задарів VIII                    | черняхівська культура (ІІІ- IV ст. н. е.), райковецька культура (кінець VII – ІХ ст.) | с. Задарів, 300 м на схід від південно-західних околиць села, правий берег р. Золота Липа                                                                                           | 1593            | Наказ управління культури обласної державної адміністрації від 27.01.2010 № 16                                                                                            |
| 43  | Поселення Залісся І                       | трипільська культура (IV-кінець ІІІ тис. до н.е.) | с. Залісся, урочище “Колонія”, правий берег р. Коропець | 2631            | Наказ управління культури обласної державної адміністрації від 18.10.2005 № 112                                                                                           |
| 44  | Стоянка Залісся ІІ                        | пізній палеоліт (40-10 тис. років тому); | с. Залісся, урочище “Кар’єр”, лівий берег р. Коропець | 2633            | Наказ управління культури обласної державної адміністрації від 18.10.2005 № 112                                                                                           |
| 45  | Стоянка та поселення Залісся ІІІ          | пізній палеоліт (40-10 тис. років тому); трипільська культура (IV-кінець ІІІ тис. до н.е.) | с. Залісся, урочище “Біля цвинтаря”, правий берег р. Коропець | 2634            | Наказ управління культури обласної державної адміністрації від 18.10.2005 № 112                                                                                           |
| 46  | Поселення Залісся IV                      | трипільська культура (IV-кінець ІІІ тис. до н.е.) | с. Залісся, урочище “Левада”, правий берег р. Коропець | 2632            | Наказ управління культури обласної державної адміністрації від 18.10.2005 № 112                                                                                           |
| 47  | Стоянка Залісся V                         | пізній палеоліт (40-10 тис. років тому); | с. Залісся, південно-східні околиці села, лівий берег р. Коропець | 2630            | Наказ управління культури обласної державної адміністрації від 18.10.2005 № 112                                                                                           |
| 48  | Городище Залісся VI                       | давньоруський час (Х-ХІІІ ст.) | с. Залісся, урочище Спас | 453             | Рішення виконкому Тернопільської обласної ради від 22.03.1971 № 147 |
| 49  | Поселення Заставці І                      | трипільська культура (IV-кінець ІІІ тис. до н.е.), комарівсько-тшинецька культура (XV – ХІІ ст. до н. е.);                                                                                        | с. Заставці, урочище “Селиська”, правий берег р. Коропець | 2636            | Наказ управління культури обласної державної адміністрації від 18.10.2005 № 112                                                                                           |
| 50  | Стоянка та поселення Заставці ІІ          | пізній палеоліт (40-10 тис. років тому); трипільська культура (IV-кінець ІІІ тис. до н.е.) | с. Заставці, урочище “Малі сіножаті”, на захід від села, правий берег струмка | 2637            | Наказ управління культури обласної державної адміністрації від 18.10.2005 № 112                                                                                           |
| 51  | Стоянка Заставці ІІІ                      | пізній палеоліт (40-10 тис. років тому); | с. Заставці, південно-західні околиці села, правий берег р. Коропець | 2638            | Наказ управління культури обласної державної адміністрації від 18.10.2005 № 112                                                                                           |
| 52  | Поселення Заставці IV                     | комарівсько-тшинецька культура (XV – ХІІ ст. до н. е.); | с. Заставці, урочище “Під Липою” | 2635            | Наказ управління культури обласної державної адміністрації від 18.10.2005 № 112                                                                                           |
| 53  | Поселення Ковалівка І                     | ранній залізний вік (І тис. до н. е.); липицька культура (І- поч. ІІІ ст. н.е.), черняхівська культура (ІІІ- IV ст. н. е.), давньоруський час (Х-ХІІІ ст.)                                        | с. Ковалівка, урочище “Вовчі лози”, на північний схід від села, на березі пересохлого струмка                                                                                       | 2639            | Наказ управління культури обласної державної адміністрації від 18.10.2005 № 112                                                                                           |
| 54  | Поселення Ковалівка ІІ                    | ранній залізний вік (І тис. до н. е.); черняхівська культура (кін. ІІ- поч. V ст. н. е.); райковецька культура (кінець VII – ІХ ст.)                                                              | с. Ковалівка, урочище “Липники”, на північний схід від села | 2640            | Наказ управління культури обласної державної адміністрації від 18.10.2005 № 112                                                                                           |
| 55  | Стоянка та поселення Коржова І            | пізній палеоліт (40-10 тис. років тому); трипільська культура (IV-кінець ІІІ тис. до н.е.) | с. Коржова, урочище “Копанка”, лівий берег р. Золота Липа | 2644            | Наказ управління культури обласної державної адміністрації від 18.10.2005 № 112                                                                                           |
| 56  | Стоянка та поселення Коржова ІІ           | пізній палеоліт (40-10 тис. років тому); трипільська культура (IV-кінець ІІІ тис. до н.е.); голіградська культура (ХІ-VII ст. до н. е.); пізній латен (ІІІ-І ст.. до н. е.)                       | с. Коржова, урочище “Вапнярка”, лівий берег р. Золота Липа | 2646            | Наказ управління культури обласної державної адміністрації від 18.10.2005 № 112                                                                                           |
| 57  | Поселення Коржова ІІІ                     | трипільська культура (IV-кінець ІІІ тис. до н.е.), голіградська культура (ХІ-VII ст. до н. е.) | с. Коржова, урочище “Кальчикове”, лівий берег р. Золота Липа | 2647            | Наказ управління культури обласної державної адміністрації від 18.10.2005 № 112                                                                                           |
| 58  | Стоянка Коржова IV                        | пізній палеоліт (40-10 тис. років тому); | с. Коржова, урочище “На горах”, лівий берег р. Золота Липа | 2645            | Наказ управління культури обласної державної адміністрації від 18.10.2005 № 112                                                                                           |
| 59  | Поселення Коржова V                       | трипільська культура (IV-кінець ІІІ тис. до н.е.), комарівсько-тшинецька культура (XV – ХІІ ст. до н. е.); голіградська культура (ХІ-VII ст. до н. е.)                                            | с. Коржова, урочище “Під ліною”, правий берег р. Золота Липа | 2643            | Наказ управління культури обласної державної адміністрації від 18.10.2005 № 112                                                                                           |
| 60  | Поселення Коржова VI                      | трипільська культура (IV-кінець ІІІ тис. до н.е.) | с. Коржова, північна частина села, правий берег р. Золота Липа | 1589            | Наказ управління культури обласної державної адміністрації від 27.01.2010 № 16                                                                                            |
| 61  | Поселення Коржова VII                     | трипільська культура (IV-кінець ІІІ тис. до н.е.), черняхівська культура (ІІІ- IV ст. н. е.) | с. Коржова, центральна частина села, лівий берег р. Золота Липа | 1590            | Наказ управління культури обласної державної адміністрації від 27.01.2010 № 16                                                                                            |
| 62  | Поселення Коржова VIII                    | райковецька культура; давньоруський час (ХІІ – ХІІІ ст.) | с. Коржова, північна частина села, правий берег р. Золота Липа | 1591            | Наказ управління культури обласної державної адміністрації від 27.01.2010 № 16                                                                                            |
| 63  | Поселення Коржова ІХ                      | трипільська культура (IV-кінець ІІІ тис. до н.е.) | с. Коржова, урочище “Паланкове” | 2642            | Наказ управління культури обласної державної адміністрації від 18.10.2005 № 112                                                                                           |
| 64  | Стоянка та поселення Красіїв І            | пізній палеоліт (40-10 тис. років тому); трипільська культура (IV-кінець ІІІ тис. до н.е.); ранньозалізний час (І тис. до н. е.)                                                                  | с. Красіїв, урочище “Кути”, лівий берег р. Золота Липа | 2661            | Наказ управління культури обласної державної адміністрації від 18.10.2005 № 112                                                                                           |
| 65  | Стоянка Красіїв ІІ                        | пізній палеоліт (40-10 тис. років тому); | с. Красіїв, урочище “Журавиця”, правий берег р. Золота Липа | 2663            | Наказ управління культури обласної державної адміністрації від 18.10.2005 № 112                                                                                           |
| 66  | Стоянка Красіїв ІІІ                       | пізній палеоліт (40-10 тис. років тому); | с. Красіїв, західні околиці села, правий берег р. Золота Липа | 2664            | Наказ управління культури обласної державної адміністрації від 18.10.2005 № 112                                                                                           |
| 67  | Стоянка Красіїв IV                        | пізній палеоліт (40-10 тис. років тому); | с. Красіїв, урочище “Широкі”, правий берег р. Золота Липа | 2662            | Наказ управління культури обласної державної адміністрації від 18.10.2005 № 112                                                                                           |
| 68  | Стоянка та поселення Красіїв V            | пізній палеоліт (40-10 тис. років тому); трипільська культура (IV-кінець ІІІ тис. до н.е.) | с. Красіїв, урочище “Бережки”, лівий берег р. Золота Липа | 2659            | Наказ управління культури обласної державної адміністрації від 18.10.2005 № 112                                                                                           |
| 69  | Поселення Красіїв VI                      | трипільська культура (IV-кінець ІІІ тис. до н.е.) | с. Красіїв, урочище “Царинка”, лівий берег р. Золота Липа | 2660            | Наказ управління культури обласної державної адміністрації від 18.10.2005 № 112                                                                                           |
| 70  | Поселення Красіїв VII                     | комарівсько-тшинецька культура (XV – ХІІ ст. до н. е.) | с. Красіїв, лівий берег р. Золота Липа, вздовж автодороги Гранітне - Красіїв | 1592            | Наказ управління культури обласної державної адміністрації від 27.01.2010 № 16                                                                                            |
| 71  | Стоянка Красіїв VIII                      | пізній палеоліт (40-10 тис. років тому); | с. Красіїв, урочище “Лужки” | 2658            | Наказ управління культури обласної державної адміністрації від 18.10.2005 № 112                                                                                           |
| 72  | Стоянка та поселення Лазарівка ІІ         | пізній палеоліт (40-10 тис. років тому); трипільська культура (IV-кінець ІІІ тис. до н.е.) | с. Лазарівка, західна околиця села, лівий берег р. Золота Липа | 2666            | Наказ управління культури обласної державної адміністрації від 18.10.2005 № 112                                                                                           |
| 73  | Стоянка Лазарівка І                       | пізній палеоліт (40-10 тис. років тому); | с. Лазарівка, урочище Збуч | 2665            | Рішення виконкому Тернопільської обласної ради від 14.07.1989 № 162 |
| 74  | Поселення Лядське І                       | трипільська культура (IV-кінець ІІІ тис. до н.) | с. Лядське (колишнє Червоне), східна частина села, правий берег р. Золота Липа | 2667            | Наказ управління культури обласної державної адміністрації від 18.10.2005 № 112                                                                                           |
| 75  | Стоянка та поселення Лядське ІІ           | пізній палеоліт (40-10 тис. років тому); трипільська культура (IV-кінець ІІІ тис. до н.е.) | с. Лядське (колишнє Червоне), північно-західні околиці, лівий берег р. Золота Липа                                                                                                  | 2668            | Наказ управління культури обласної державної адміністрації від 18.10.2005 № 112                                                                                           |
| 76  | Стоянка та поселення Лядське ІІІ          | пізній палеоліт (40-10 тис. років тому); трипільська культура (IV-кінець ІІІ тис. до н.е.) | с. Лядське (колишнє Червоне), західні околиці села, правий берег р. Золота Липа | 2669            | Наказ управління культури обласної державної адміністрації від 18.10.2005 № 112                                                                                           |
| 77  | Стоянка Маркова І                         | пізній палеоліт (40-10 тис. років тому); | с. Маркова, південно-західні околиці села, правий берег р. Золота Липа | 2672            | Наказ управління культури обласної державної адміністрації від 18.10.2005 № 112                                                                                           |
| 78  | Стоянка Маркова ІІ                        | пізній палеоліт (40-10 тис. років тому); | с. Маркова, урочище “Задвір’я”, правий берег р. Золота Липа | 2674            | Наказ управління культури обласної державної адміністрації від 18.10.2005 № 112                                                                                           |
| 79  | Стоянка Маркова ІІІ                       | пізній палеоліт (40-10 тис. років тому); | с. Маркова, урочище “Горішній кут”, лівий берег р. Золота Липа | 2675            | Наказ управління культури обласної державної адміністрації від 18.10.2005 № 112                                                                                           |
| 80  | Стоянка Маркова IV                        | пізній палеоліт (40-10 тис. років тому); | с. Маркова, урочище “Біля цвинтаря”, лівий берег р. Золота Липа | 2673            | Наказ управління культури обласної державної адміністрації від 18.10.2005 № 112                                                                                           |
| 81  | Поселення Маркова V                       | трипільська культура (IV-кінець ІІІ тис. до н.е.) | с. Маркова, урочище “Стави”, лівий берег р. Золота Липа | 2670            | Наказ управління культури обласної державної адміністрації від 18.10.2005 № 112                                                                                           |
| 82  | Поселення (майстерня) Маркова VI          | трипільська культура (IV-кінець ІІІ тис. до н.е.) | с. Маркова, урочище “Окописька”, лівий берег р. Золота Липа, біля костелу | 2671            | Наказ управління культури обласної державної адміністрації від 18.10.2005 № 112                                                                                           |
| 83  | Поселення Монастириська І                 | трипільська культура (IV-кінець ІІІ тис. до н.е.) | м. Монастириськ, північно-західна частина міста, правий берег р. Коропець | 2676            | Наказ управління культури обласної державної адміністрації від 18.10.2005 № 112                                                                                           |
| 84  | Стоянка та поселення Монастириська ІІ     | пізній палеоліт (40-10 тис. років тому); трипільська культура (IV-кінець ІІІ тис. до н.е.) | м. Монастириськ, східна частина міста, правий берег р. Коропець | 2677            | Наказ управління культури обласної державної адміністрації від 18.10.2005 № 112                                                                                           |
| 85  | Поселення Монастириська ІІІ               | трипільська культура (IV-кінець ІІІ тис. до н.е.) | м. Монастириськ, південні околиці міста, правий берег р. Коропець | 2678            | Наказ управління культури обласної державної адміністрації від 18.10.2005 № 112                                                                                           |
| 86  | Поселення Низьколизи І                    | трипільська культура (IV-кінець ІІІ тис. до н.е.) | с. Низьколизи (колишнє Барвінкове), урочище “Кар’єр”, лівий берег р. Золота Липа | 2679            | Наказ управління культури обласної державної адміністрації від 18.10.2005 № 112                                                                                           |
| 87  | Городище Нова Гута І                      | давньоруський час (Х-ХІІІ ст.) | с. Нова Гута, урочище “Замчисько”, на південний схід від села | 862             | Наказ управління культури обласної державної адміністрації від 27.01.2010 № 16                                                                                            |
| 88  | Поселення Олеша І                         | давньоруська культура (Х-ХІІІ ст.) | с. Олеша, лівий берег ставка, на південний захід від села | 2680            | Наказ управління культури обласної державної адміністрації від 18.10.2005 № 112                                                                                           |
| 89  | Поселення Олеша ІІ                        | давньоруський час (Х-ХІІІ ст.) | с. Олеша, правий берег ставка, на південний захід від села | 2681            | Наказ управління культури обласної державної адміністрації від 18.10.2005 № 112                                                                                           |
| 90  | Стоянка Рідколісся І                      | пізній палеоліт (40-10 тис. років тому); | с. Рідколісся, на північний схід від села, на вершині пагорба | 2682            | Наказ управління культури обласної державної адміністрації від 18.10.2005 № 112                                                                                           |
| 91  | Поселення Тростянці І                     | енеоліт-бронза (IV-ІІ тис. до н. е.) | с. Тростянці, хутір Долини, урочище Запотік | 2683            | Рішення виконкому Тернопільської обласної ради від 14.07.1989 № 162 |
| 92  | Стоянка Устя-Зелене І                     | пізній палеоліт (40-10 тис. років тому); | с. Устя-Зелене, урочище “Медвежа гора”, лівий берег р. Дністер | 2684            | Наказ управління культури обласної державної адміністрації від 18.10.2005 № 112                                                                                           |
| 93  | Поселення Чехів І                         | трипільська культура (IV-кінець ІІІ тис. до н.е.), комарівсько-тшинецька культура (XV – ХІІ ст. до н. е.)                                                                                         | с. Чехів, західні околиці села, лівий берег р. Коропець | 2685            | Наказ управління культури обласної державної адміністрації від 18.10.2005 № 112                                                                                           |
| 94  | Курган Чехів ІІ                           | ккультура невизначена | с. Чехів, східні околиці села, високий берег потічка | 1704            | Наказ управління культури обласної державної адміністрації від 27.01.2010 № 16                                                                                            |
| 95  | Стоянка Швейків І                         | пізній палеоліт (40-10 тис. років тому); | с. Швейків (колишнє Трудолюбівка), урочище “Над озером”, правий берег р. Коропець                                                                                                   | 2688            | Наказ управління культури обласної державної адміністрації від 18.10.2005 № 112                                                                                           |
| 96  | Стоянка Швейків ІІ                        | пізній палеоліт (40-10 тис. років тому); | с. Швейків (колишнє Трудолюбівка), урочище “Борисова гора”, лівий берег р. Коропець                                                                                                 | 2690            | Наказ управління культури обласної державної адміністрації від 18.10.2005 № 112                                                                                           |
| 97  | Поселення Швейків ІІІ                     | трипільська культура (IV-кінець ІІІ тис. до н.е.), голіградська культура (ХІ-VII ст. до н. е.); черняхівська культура (ІІІ- IV ст. н. е.)                                                         | с. Швейків (колишнє Трудолюбівка), урочище “Пасіка або Шляхта”, правий берег р. Коропець                                                                                            | 2691            | Наказ управління культури обласної державної адміністрації від 18.10.2005 № 112                                                                                           |
| 98  | Поселення Швейків IV                      | трипільська культура (IV-кінець ІІІ тис. до н.е.) | с. Швейків (колишнє Трудолюбівка), урочище “Над костелом”, лівий берег р. Коропець                                                                                                  | 2689            | Наказ управління культури обласної державної адміністрації від 18.10.2005 № 112                                                                                           |
| 99  | Стоянка Швейків V                         | пізній палеоліт (40-10 тис. років тому); | с. Швейків (колишнє Трудолюбівка), урочище “Обозиська”, лівий берег р. Коропець | 2686            | Наказ управління культури обласної державної адміністрації від 18.10.2005 № 112                                                                                           |
| 100 | Стоянка Швейків VI                        | пізній палеоліт (40-10 тис. років тому); | с. Швейків (колишнє Трудолюбівка), урочище “Теребіж”, лівий берег р. Коропець | 2687            | Наказ управління культури обласної державної адміністрації від 18.10.2005 № 112                                                                                           |
| 101 | Поселення Швейків VII                     | трипільська культура (IV-кінець ІІІ тис. до н. е.), західно-подільська група скіфського часу (VII – V ст. до н. е.)                                                                               | с. Швейків, 1 км на південь від села, на І-ІІ надзаплавних терасах північно-західного схилу пагорбу, лівий берег р. Коропець                                                        | 1260            | Наказ управління культури обласної державної адміністрації від 27.01.2010 № 16                                                                                            |
| 102 | Поселення Швейків VIII                    | давньоруський час (Х-ХІІІ ст.) | с. Швейків, 1 км на північ від села, ІІ-а надзаплавна тераса лівого берега р. Коропець, західний схил пагорба біля повороту на с. Заставці                                          | 1261            | Наказ управління культури обласної державної адміністрації від 27.01.2010 № 16                                                                                            |
| 103 | Поселення Яргорів І                       | трипільська культура (IV-кінець ІІІ тис. до н.е.) | с. Яргорів, урочище “Стінка”, правий берег р. Золота Липа | 2695            | Наказ управління культури обласної державної адміністрації від 18.10.2005 № 112                                                                                           |
| 104 | Поселення Яргорів ІІ                      | трипільська культура (IV-кінець ІІІ тис. до н.е.) | с. Яргорів, урочище “Відники”, правий берег р. Золота Липа | 2697            | Наказ управління культури обласної державної адміністрації від 18.10.2005 № 112                                                                                           |
| 105 | Стоянка та поселення Яргорів ІІІ          | пізній палеоліт (40-10 тис. років тому); трипільська культура (IV-кінець ІІІ тис. до н.е.) | с. Яргорів, урочище “Ліна”, правий берег р. Золота Липа | 2698            | Наказ управління культури обласної державної адміністрації від 18.10.2005 № 112                                                                                           |
| 106 | Стоянка та поселення Яргорів IV           | пізній палеоліт (40-10 тис. років тому); трипільська культура (IV-кінець ІІІ тис. до н.е.) | с. Яргорів, урочище “Копані”, лівий берег р. Золота Липа | 2696            | Наказ управління культури обласної державної адміністрації від 18.10.2005 № 112                                                                                           |
| 107 | Стоянка Яргорів V                         | пізній палеоліт (40-10 тис. років тому); | с. Яргорів, урочище “Під Бучина”, правий берег р. Золота Липа | 2692            | Наказ управління культури обласної державної адміністрації від 18.10.2005 № 112                                                                                           |
| 108 | Поселення Яргорів VI                      | трипільська культура (IV-кінець ІІІ тис. до н.е.), голіградська культура (ХІ-VII ст. до н. е.) | с. Яргорів, урочище “Скокова”, правий берег р. Золота Липа | 2693            | Наказ управління культури обласної державної адміністрації від 18.10.2005 № 112                                                                                           |
| 109 | Поселення Яргорів VIII                    | трипільська культура (IV-кінець ІІІ тис. до н.е.) | с. Яргорів, урочище “Поліна”, лівий берег р. Золота Липа | 2694            | Наказ управління культури обласної державної адміністрації від 18.10.2005 № 112                                                                                           |

## Пам'ятки архітектури
| №   | Назва                                               | Дата           | Адреса                             | Охоронний номер | Документ про взяття на облік                                |
| --- | --------------------------------------------------- | -------------- | ---------------------------------- | --------------- | ----------------------------------------------------------- |
| 1.  | Церква Введення в Храм Пресвятої Діви Марії (дер.)  | 1871 р         | м. Монастириська вул. Галицька, 20 | 2075            | рішення Тернопільського облвиконкому від 06.10.1994 р. № 44 |
| 2.  | Костел (мур.) Церква Успіння Пресвятої Богородиці   | 1761 р.        | м. Монастириська вул. Шевченка, 18 | 2071            | рішення Тернопільського облвиконкому від 06.10.1994 р. № 44 |
| 3.  | Проборство                                          | початок ХХ ст. | м. Монастириська вул. Шевченка, 56 | 1244            | розпорядження ОДА від 04.04.1997 р. №147                    |
| 4.  | Церква Воздвиження Чесного Хреста (мур.)            | 1892 р.        | м. Монастириська вул. Шевченка, 54 | 1243            | розпорядження голови ОДА від 22.07.1996 р. № 295            |
| 5.  | Церква cв. Василія Великого (дер.)                  | 1928 р.        | с. Високе                          | 1247            | розпорядження голови ОДА від 04.04.1997 р. №147             |
| 6.  | Дзвіниця з церквою cв. Василія Великого (дер.)      | 1928 р.        | с. Високе                          | 1248            | розпорядження голови ОДА від 04.04.1997 р. №147             |
| 7.  | Церква Успіння Пресвятої Діви Марії (дер.)          | 1792 р.        | с. Горожанка                       | 1249            | розпорядження голови ОДА від 04.04.1997 р. №147             |
| 8.  | Дзвіниця церкви Успіння Пресвятої Діви Марії (дер.) | 1792 р.        | с. Горожанка                       | 1250            | розпорядження голови ОДА від 04.04.1997 р. №147             |
| 9.  | Костел                                              | кінець ХІХ ст. | с. Горожанка                       | 1251            | розпорядження голови ОДА від 04.04.1997 р. №147             |
| 10. | Церква Покрови Пресвятої Богородиці                 | 1885 р.        | с. Задарів                         | 1255            | розпорядження голови ОДА від 04.04.1997 р. №147             |
| 11. | Церква cв. Михаїла                                  | 1830 р.        | с. Коржова                         | 1252            | розпорядження голови ОДА від 04.04.1997 р. №147             |
| 12. | Дзвіниця церкви cв. Михаїла (дер.)                  | ХХ ст.         | с. Коржова                         | 1253            | розпорядження голови ОДА від 04.04.1997 р. №147             |
| 13. | Дзвіниця (дер.)                                     | початок ХХ ст. | с. Красіїв                         | 1258            | розпорядження голови ОДА від 04.04.1997 р. №147             |
| 14. | Костел (мур.)                                       | XVIII ст.      | с. Криниця                         | 2072            | рішення Тернопільського облвиконкому від 06.10.1994р.№44    |
| 15. | Житловий будинок (плебанія) (мур.)                  | XVIII ст.      | с. Криниця                         | 2073            | рішення Тернопільського облвиконкому від 06.10.1994р.№44    |
| 16. | Костел cв. Яна                                      | кінець ХІХ ст. | с. Маркова                         | 1246            | розпорядження голови ОДА від 04.04.1997 р. №147             |
| 17. | Церква Архистратига Михаїла                         | 1879 р.        | с. Нова Гута                       | 1254            | розпорядження голови ОДА від 04.04.1997 р. №147             |
| 18. | Церква cв. Івана (дер.)                             | XVIII ст.      | с. Підлісне                        | 2076            | рішення Тернопільського облвиконкому від 06.10.1994р.№44    |
| 19. | Костел і дзвіниця (мур.)                            | XVIII ст.      | с. Устя Зелене                     | 2074            | рішення Тернопільського облвиконкому від 06.10.1994р.№44    |

## Пам'ятки історії
| №  | Назва | Дата    | Адреса                                           | Охоронний номер | Документ про взяття на облік                                                                      |
| -- | --- | ------- | ------------------------------------------------ | --------------- | ------------------------------------------------------------------------------------------------- |
| 1  | Братська могила Українських Січових Стрільців (2 чол.)                                                         |         | м. Монастириська, вул. Галицька, 36              | 1715            | Наказ управління культури Тернопільської обласної державної адміністрації від 18.10.2005 р. № 112 |
| 2  | Братська могила воїнів Радянської армії                                                                        | 1951 р. | м. Монастириська, вул. Шевченка                  | 463             | Рішення виконкому Тернопільської обласної ради від 22.03.1971 р. № 147                            |
| 3  | Братська могила радянських партійних активістів. Могили воїнів Радянської армії                                | 1985 р. | м. Монастириська, кладовище                      | 1020            | Рішення виконкому Тернопільської обласної ради від 26.08.1986 р. № 250                            |
| 4  | Могила воїна Радянської армії Краснікова В.                                                                    | 1959 р. | м. Монастириська, кладовище                      | 464             | Рішення виконкому Тернопільської обласної ради від 22.03.1971 р. № 147                            |
| 5  | Пам’ятник радянським партизанам та воїнам-землякам, які загинули в Другій Світовій війні                       | 1975 р. | с. Велеснів                                      | 739             | Рішення виконкому Тернопільської обласної ради від 31.07.1974 р. № 380                            |
| 6  | Братська могила розстріляних в 1942-1943 рр. (15-20 чол.)                                                      |         | с. Велеснів, хутір Зруби                         | 1716            | Наказ управління культури Тернопільської обласної державної адміністрації від 18.10.2005 р. № 112 |
| 7  | Могила австрійського воїна часів І світової війни                                                              |         | с. Велеснів, хутір Зруби                         | 1717            | Наказ управління культури Тернопільської обласної державної адміністрації від 18.10.2005 р. № 112 |
| 8  | Пам’ятний знак воїнам-землякам, які загинули в роки Другої світової війни                                      | 1968 р. | с. Високе                                        | 455             | Рішення виконкому Тернопільської обласної ради від 22.03.1971 р. № 147                            |
| 9  | Пам’ятний знак воїнам-землякам, які загинули в роки Другої світової війни                                      | 1985 р. | с. Горішня Слобідка                              | 1021            | Рішення виконкому Тернопільської обласної ради від 26.08.1986 р. № 250                            |
| 10 | Пам’ятний знак воїнам-землякам, які загинули в роки Другої світової війни                                      | 1968 р. | с. Горожанка                                     | 456             | Рішення виконкому Тернопільської обласної ради від 22.03.1971 р. № 147                            |
| 11 | Братська могила воїнів Радянської армії                                                                        | 1985 р. | с. Горожанка, кладовище                          | 1012            | Рішення виконкому Тернопільської обласної ради від 26.08.1986 р. № 250                            |
| 12 | Пам’ятний знак воїнам-землякам, які загинули в роки Другої світової війни                                      | 1967 р. | с. Григорів                                      | 457             | Рішення виконкому Тернопільської обласної ради від 22.03.1971 р. № 147                            |
| 13 | Пам’ятний знак воїнам-землякам, які загинули в роки Другої світової війни                                      | 1970 р. | с. Доброводи                                     | 458             | Рішення виконкому Тернопільської обласної ради від 22.03.1971 р. № 147                            |
| 14 | Пам’ятний знак воїнам-землякам, які загинули в роки Другої світової війни                                      | 1968 р. | с. Доброводи                                     | 740             | Рішення виконкому Тернопільської обласної ради від 22.03.1971 р. № 147                            |
| 15 | Пам’ятний знак воїнам-землякам, які загинули в роки Другої світової війни                                      | 1985 р. | с. Дубенка                                       | 1038            | Рішення виконкому Тернопільської обласної ради від 26.08.1986 р. № 250                            |
| 16 | Могила невідомого радянського воїна, пам’ятний знак воїнам-землякам, які загинули в роки Другої світової війни | 1973 р. | с. Завадівка                                     | 741             | Рішення виконкому Тернопільської обласної ради від 12.06.1978 р. № 286                            |
| 17 | Пам’ятний знак воїнам-землякам, які загинули в роки Другої світової війни                                      | 1967 р. | с. Задарів                                       | 459             | Рішення виконкому Тернопільської обласної ради від 22.03.1971 р. № 147                            |
| 18 | Братська могила воїнів Української Повстанської Армії (18 чол.)                                                |         | с. Задарів                                       | 1718            | Наказ управління культури Тернопільської обласної державної адміністрації від 18.10.2005 р. № 112 |
| 19 | Братська могила австрійських воїнів (2 чол.)                                                                   |         | с. Задарів                                       | 1719            | Наказ управління культури Тернопільської обласної державної адміністрації від 18.10.2005 р. № 112 |
| 20 | Братська могила воїнів Української Повстанської Армії (44 чол.)                                                |         | с. Заставці                                      | 1720            | Наказ управління культури Тернопільської обласної державної адміністрації від 18.10.2005 р. № 112 |
| 21 | Польські поховання на загальному кладовищі (60 чол.)                                                           |         | с. Комарівка                                     | 1721            | Наказ управління культури Тернопільської обласної державної адміністрації від 18.10.2005 р. № 112 |
| 22 | Пам’ятний знак воїнам-землякам, які загинули в роки Другої світової війни                                      | 1970 р. | с. Красіїв                                       | 742             | Рішення виконкому Тернопільської обласної ради від 22.03.1971 р. № 147                            |
| 23 | Пам’ятний знак воїнам-землякам, які загинули в роки Другої світової війни                                      | 1969 р. | с. Лазарівка                                     | 743             | Рішення виконкому Тернопільської обласної ради від 22.03.1971 р. № 147                            |
| 24 | Братська могила австрійських воїнів                                                                            |         | с. Лазарівка                                     | 1722            | Наказ управління культури Тернопільської обласної державної адміністрації від 18.10.2005 р. № 112 |
| 25 | Пам’ятний знак воїнам-землякам, які загинули в роки Другої світової війни                                      | 1973 р. | с. Лядське                                       | 746             | Рішення виконкому Тернопільської обласної ради від 22.03.1971 р. № 147                            |
| 26 | Пам’ятник учасникам страйку 1906 р. на підтримку революції в Росії                                             | 1980 р. | с. Лядське                                       | 903             | Рішення виконкому Тернопільської обласної ради від 25.01.1982 р. № 34                             |
| 27 | Пам’ятний знак воїнам-землякам, які загинули в роки Другої світової війни                                      | 1985 р. | с. Межигір'я, біля клубу                         | 1015            | Рішення виконкому Тернопільської обласної ради від 26.08.1986 р. № 250                            |
| 28 | Пам’ятний знак воїнам-землякам, які загинули в роки Другої світової війни                                      | 1985 р. | с. Олеша                                         | 1016            | Рішення виконкому Тернопільської обласної ради від 26.08.1986 р. № 250                            |
| 29 | Братська могила радянських воїнів                                                                              | 1985 р. | с. Підлісне, кладовище                           | 1017            | Рішення виконкому Тернопільської обласної ради від 26.08.1986 р. № 250                            |
| 30 | Братська могила воїнів Української Повстанської Армії                                                          |         | с. Підлісне, роздоріжжя біля кладовища і зупинки | 1723            | Наказ управління культури Тернопільської обласної державної адміністрації від 18.10.2005 р. № 112 |
| 31 | Могила воїнів Радянської армії                                                                                 |         | с. Підлісне, кладовище                           | 1724            | Наказ управління культури Тернопільської обласної державної адміністрації від 18.10.2005 р. № 112 |
| 32 | Поховання воїнів Української Повстанської Армії                                                                | 1992 р. | с. Підлісне, кладовище                           | 1725            | Наказ управління культури Тернопільської обласної державної адміністрації від 18.10.2005 р. № 112 |
| 33 | Пам’ятний знак воїнам-землякам, які загинули в роки Другої світової війни                                      | 1985 р. | с. Сеньків                                       | 750             | Рішення виконкому Тернопільської обласної ради від 26.08.1986 р. № 250                            |
| 34 | Пам’ятний знак воїнам-землякам, які загинули в роки Другої світової війни                                      | 1967 р. | с. Тростянці                                     | 465             | Рішення виконкому Тернопільської обласної ради від 22.03.1971 р. № 147                            |
| 35 | Пам’ятний знак воїнам-землякам, які загинули в роки Другої світової війни                                      | 1970 р. | с. Устя-Зелене                                   | 745             | Рішення виконкому Тернопільської обласної ради від 22.03.1971 р. № 147                            |
| 36 | Пам’ятний знак воїнам-землякам, які загинули в роки Другої світової війни                                      | 1975 р. | с. Чехів                                         | 747             | Рішення виконкому Тернопільської обласної ради від 22.03.1971 р. № 147                            |
| 37 | Братська могила Українських Січових Стрільців (приблизно 50 чол.)                                              |         | с. Чехів                                         | 1726            | Наказ управління культури Тернопільської обласної державної адміністрації від 18.10.2005 р. № 112 |
| 38 | Братська могила воїнів Української Повстанської Армії (3 чол.)                                                 |         | с. Чехів                                         | 1727            | Наказ управління культури Тернопільської обласної державної адміністрації від 18.10.2005 р. № 112 |
| 39 | Братська могила жертв тоталітарного режиму та учасників національно-визвольної боротьби (38 чол.)              |         | с. Чехів, кладовище                              | 1728            | Наказ управління культури Тернопільської обласної державної адміністрації від 18.10.2005 р. № 112 |
| 40 | Пам’ятний знак воїнам-землякам, які загинули в роки Другої світової війни                                      | 1988 р. | с. Швейків                                       | 1250            | Рішення виконкому Тернопільської обласної ради від 26.08.1986 р. № 250                            |
| 41 | Пам’ятник Гагаріну Ю.                                                                                          | 1988 р. | с. Швейків, центр                                | 1251            | Рішення виконкому Тернопільської обласної ради від 25.10.1988 р. № 243                            |

## Пам'ятки монументального мистецтва
| № | Назва                                                               | Дата    | Адреса                                           | Охоронний номер | Документ про взяття на облік                                                                      |
| - | ------------------------------------------------------------------- | ------- | ------------------------------------------------ | --------------- | ------------------------------------------------------------------------------------------------- |
| 1 | Пам’ятник поету, письменнику, художнику Шевченку Тарасу Григоровичу | 1971 р. | м. Монастириська, заводоуправління будматеріалів | 475             | Рішення виконкому Тернопільської обласної ради від 22.03.1971 р. № 147                            |
| 2 | Пам’ятник академіку АН УРСР Гнатюку Володимиру                      | 1971 р. | с. Велеснів                                      | 683             | Рішення виконкому Тернопільської обласної ради від 22.03.1971 р. № 147                            |
| 3 | Пам’ятник поету, громадському діячу Франку Івану Яковичу            | 1962 р. | с. Лука                                          | 472             | Рішення виконкому Тернопільської обласної ради від 22.03.1971 р. № 147                            |
| 4 | Пам’ятник поету, письменнику, художнику Шевченку Тарасу Григоровичу | 1967 р. | с. Лука                                          | 473             | Рішення виконкому Тернопільської обласної ради від 22.03.1971 р. № 147                            |
| 5 | Скульптура св. Флоріана                                             |         | с. Швейків                                       | 1729            | Наказ управління культури Тернопільської обласної державної адміністрації від 18.10.2005 р. № 112 |
| 6 | Пам’ятник поету, письменнику, художнику Шевченку Тарасу Григоровичу | 1961 р. | с. Устя-Зелене, біля школи                       | 748             | Рішення виконкому Тернопільської обласної ради від 22.03.1971 р. № 147                            |